# 중광 (승려)
중광(重光, 1934년 1월 4일~2002년 3월 9일)은 대한민국의 불교 승려, 시인, 수필가, 화가이다. 승려가 되기 전 이름은 고창률(高昌律)이다.

## 생애
속명은 고창률(高昌律)이며 본관은 제주(濟州)이다. 법명은 중광(重光)이며 법호는 농암(聾庵)이다. 그는 일본 오사카 출생으로 원적지는 제주도 북제주군이다. 3세 때였던 1936년에 가족과 함께 제주도 북제주군으로 다시 귀촌하였다. 그 후 제주도 북제주 함덕국민학교를 졸업하고 제주도 북제주 제주고등농림학교에 진학하였으나 집안이 너무 가난했던 이유로 제주고등농림학교 2학년 시절에 끝내 중퇴하였다.

### 출가
해병대에서 사병 복무하였고 병장으로 제대한 뒤 1963년 6월 13일 경상남도 양산 통도사에서 출가했다. 1977년에는 대한불교조계종 중앙종단회의 의원을 지냈다. 그러나 계속된 기행으로 1979년 10월 종단에서 파문되었다.

## 학력
- 제주도 북제주 함덕국민학교 졸업
- 제주도 북제주 제주고등농림학교 중퇴

## 활동
1977년 영국 왕립 아시아 학회에 초대되어 선화 선시를 발표했으며 〈나는 걸레〉를 낭송한 뒤 걸레 스님이라는 별명을 얻었다. 1979년 미국 캘리포니아 주립대학교 버클리 교 루잉스 랭커스터 교수가 〈The Mad Monk〉라는 책을 내면서 ‘한국의 피카소’로 소개했다. 1981년 ‘미 화랑’에서 중광 초대전을 개최하면서 세상에 알려졌다. 1983년에는 미국 록펠러 재단, 하와이 주립대학교에서 초대전을 열었다. 1991년 일본 NHK, 영국 SKY Channel, 미국 CNN Head line World News 등 매스컴에 예술 세계가 방송되면서 세계적으로 유명해졌다. 1993년 제8회 인터내셔널 로스앤젤레스 아트페어 초대 퍼포먼스, 1997년 독일 함부르크 미술대학교 초빙교수로 강의했다.
저서 <허튼 소리>는 1986년 김수용 감독이 영화로 만들었으며 아시아 영화제에서 한국 우수영화로 선정됐다. 1989년 한국평론가협회에서 최우수 예술인상을 받았다. <허튼 소리>는 1987년에 이상화 각본, 이용우 연출로 연극으로도 공연되었다. 1990년 영화 〈청송으로 가는 길〉에 주연으로 열연해서 대종상 남우주연상 후보에 올랐다.
‘나는 걸레다’, ‘내 생활 전부가 똥이요, 사기다’라는 말이 유명하다. 음주와 끽연을 즐기면서도 승복과 삭발을 고집하며 평생을 지냈으며 자신의 성기에 붓을 매달아 선화를 그리기도 했으며 자신의 제사를 지내기도 하고 미국 캘리포니아 주립대학교 버클리 교에서 강연하던 중 여학생에게 키스를 하기도 했다. 달마도 등 선화(禪畵)와 선시(禪詩)에 능숙했다.
한참 활동하던 1980년~1990년 당시에는 시인 천상병, 소설가 이외수와 함께 기인삼총사로 불렸다.
반은 미친 듯, 반은 성한 듯/ 사는 게다./ 삼천대천(三天大天) 세계는/ 산산히 부서지고/나는 참으로 고독해서/ 넘실넘실 춤을 추는 거야/ 나는 걸레/남 한강에 잉어가 싱싱하니/ 탁주 한 통 싣고/ 배를 띄워라/ 별이랑, 달이랑, 고기랑/ 떼들이 모여들어/ 별들은 노래를 부르고/ 달들은 장구를 치오/ 고기들은 칼을 들어/ 고기회를 만드오/ 나는 탁주 한 잔/ 꺾고서/ 덩실 더덩실/ 신나게 춤을 추는 게다/나는 걸레— 나는 걸레

미친 사람이지만 내 가슴 속에 지니고 다니는 좌우명이 하나 있습니다. 우리 민족에게 항시 발원하는 것입니다. 여러분, 무슨 말을 할 것 같습니까? 알아보십시오. 잠깐……천당과 극락 자리가 많이 있으니 차를 급히 달리지 마십시오….— 허튼소리

## 노후
1998년 강원도 백담사에서 달마화를 만들던 동안 오현 스님으로부터 받은 법호는 농암(聾庵)이다. 치매와 조울증으로 건강이 나빠진 뒤 1997년부터는 술과 담배도 끊고 강원도 인제 백담사와 서울 구룡사 등에서 요양하다가 입적할 때까지 2년간은 경기도 광주시 곤지암읍에 위치한, 자신이 ‘벙어리 절간’이라고 명명한 동굴에서 보냈다. 입적 후 장례식장에서는 이남이가 노래를 부르는 등 창과 춤사위가 있었다. 2002년 3월 13일 통도사에서 다비식을 치렀다.

## 일화
- 1997년 광고에 출연하고 받은 출연료(5000만원)를 모두 지인의 치료비로 주었으며 2000년 개최한 마지막 작품전 수익금도 불우한 이웃에게 나누어 주었다.

## 저서
- 〈허튼 소리〉(1985년) - 판매금지
- 〈땡초, 중광조사 예하〉(1988년) 영암스님저
- 〈유치찬란〉(1990년) 삼성출판사, 시인 구상과 공저
- 〈도적놈 셋이서〉(1990년) 인의출판사, 시인 천상병, 소설가 이외수와 공동저
- 〈괜찮다, 괜찮다, 다 괜찮다〉(1990년) 시인 천상병과 공동 著
- 〈나는 똥이올시다〉(1991년) 우리출판사
- 〈사랑도 주고 정도 주고〉(1991년) 일계사
- 〈(한국의 피카소!)걸레스님 重光〉(1991년) 밀알, 김정휴
- 〈빈손으로 왔다 빈손으로 가는 것을...〉(1993년) 보성출판사, 공저
- 〈나는 세상을 훔치(拭)며 산다〉(1994년)

## 화집
- 〈중광 인터내셔널〉(1988년) 도쿄

## 전시회
- 달마전 <괜히 왔다 갔다 한다> (2000년) 가나 아트 센터